# Гаррн, Тони
Антония (Тони) Гаррн (нем. Antonia "Toni" Garrn; род. 7 июля 1992, Гамбург, Германия) — немецкая топ-модель, получившая широкую известность после подписания эксклюзивного контракта с брендом Calvin Klein.

## Юность
Гаррн родилась в Гамбурге, Германия. Её отец работает в нефтяной компании, а мать — предприниматель. У неё есть старший брат, Никлас, который также работает моделью. Позднее семья Гаррн переехала в Лондон, а затем в Афины, но впоследствии вернулась в Гамбург. В возрасте 6 лет Гаррн посещала уроки игры на фортепиано.
В возрасте 13 лет Гаррн была обнаружена скаутом во время чемпионата мира по футболу 2006 в своем родном Гамбурге, а затем подписала контракт с нью-йоркским агентством Women Management.
Родные языки Гаррн — английский и немецкий, она также свободно говорит на французском.

## Карьера

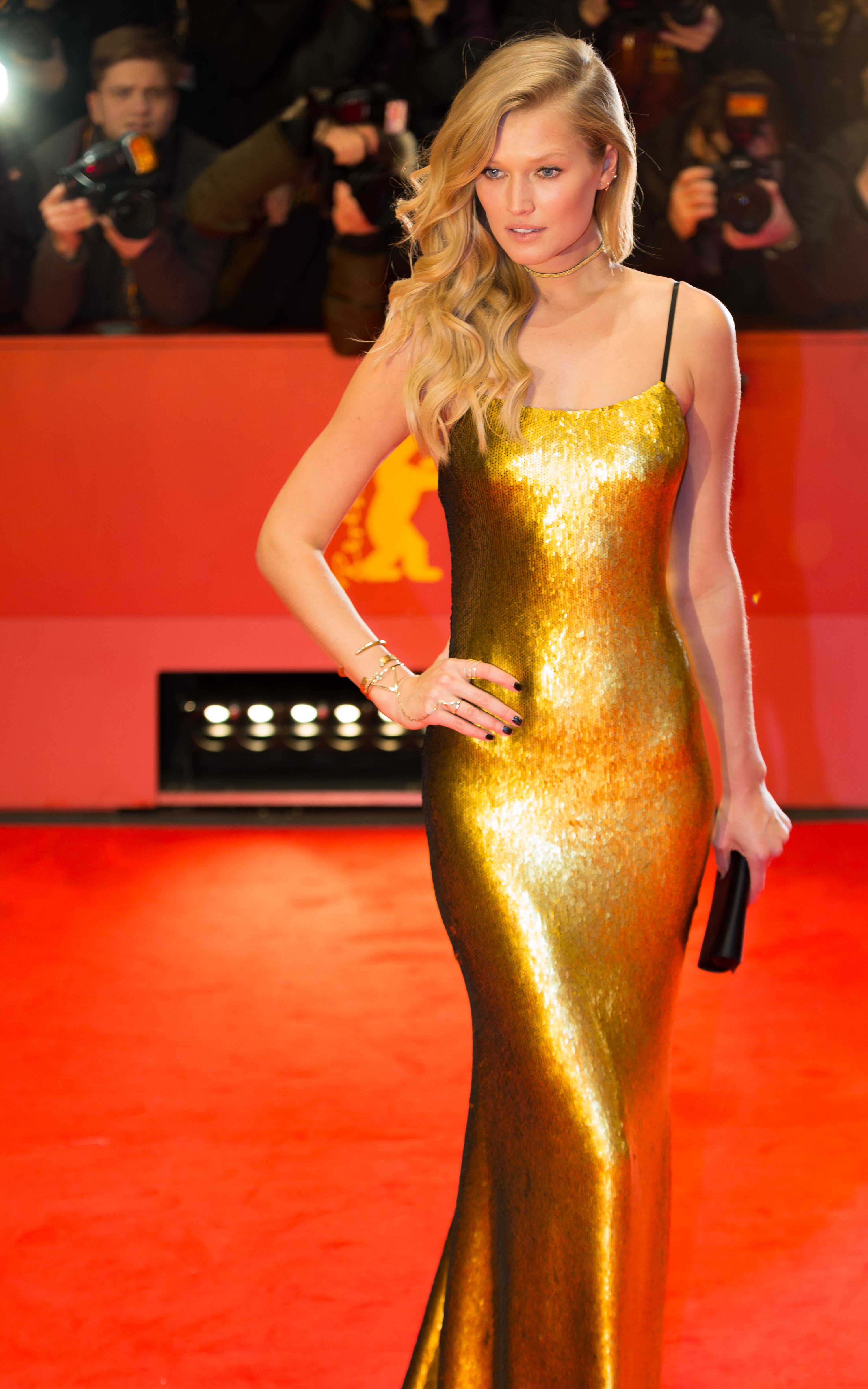
Тони Гаррн в 2017 году.

В возрасте 15 лет Гаррн дебютировала в качестве модели на показе бренда Calvin Klein весна/лето 2008 в Нью-Йорке. Затем она стала лицом рекламной кампании Calvin Klein. В 2009 году Гаррн участвовала в 60 показах таких известных брендов, как Стелла Маккартни, Dior, Louis Vuitton, Chanel, Hermès, Dolce & Gabbana, Michael Kors.
Она снималась для таких журналов, как Vogue, Muse, Elle, Numéro, Glamour, Marie Claire, Another Magazine, Harper's Bazaar, i-D, а также Tush и V. Она также освещала февральское издание Numéro 2009 года.
В начале 2012 года Гаррн вновь вошла в «Топ-50 моделей» международного модельного сайта models.com, заняв 20-е место В списке 2009 года она заняла 11-е место.
В 2014 году Гаррн сотрудничала с немецким брендом Closed , а также разработала собственную линию джинсов. Вырученные от продажи деньги были пожертвованы на благотворительность, которая специализируется на образовании молодых девушек в Африке.
Она являлась лицом рекламных кампаний таких брендов, как Prada, Versace, Cartier, Jill Stuart, Fendi, Chloé, Emporio Armani, Hugo Boss, Zara, H&M, Dior, Donna Karan, JOOP!, Shiseido, Filippa K, J. Crew, Neiman Marcus, Givenchy, Tommy Hilfiger, Juicy Couture, Massimo Dutti, Max Mara, Peek & Cloppenburg, Express, Ralph Lauren, Burberry, L'Oréal, Biotherm, NARS Cosmetics, Mango, Ann Taylor, Blumarine, Aigner, Lancel, Alexandre Vauthier, Elie Saab, Calzedonia, Seafolly и Schwarzkopf.
Работала с такими фотографами, как Стивен Майзель, Питер Линдберг, Карл Лагерфельд, Манфред Бауманн, Паоло Роверси, Мариано Виванко, Майлз Олдридж, Крейг Макдин, Корин Дэй, Камилла Окранс, Эллен фон Унверт, Мерт и Маркус, Виктор Демаршелье, Дэвид Бельмир, Грег Кадель и Марио Тестино.
В 2011 году Гаррн начала сотрудничать с Victoria's Secret, впервые снявшись для их каталогов. Вскоре после этого она участвовала в показе Victoria’s Secret Fashion Show 2011 и в съёмках фотосессии PINK-line совместно с Шаниной Шейк. Её первый кастинг для модного показа Victoria’s Secret состоялся в 2010 году, но в результате она не была отобрана.
В апреле 2012 года СМИ неверно сообщили, что Гаррн стала ангелом Victoria’s Secret. Вскоре после этого выяснилось, что она лишь стала лицом рекламной кампании бренда, Dream Angel вместе с Эрин Хитертон и Линдсей Эллингсон, а также рекламы Angels in love с Элизой Тейлор в главной роли.
17 апреля 2012 года Гаррн и другие ангелы, Эрин Хитертон и Линдсей Эллингсон, выпустили аромат Victoria’s Secret Love Is Heavenly в магазине Victoria’s Secret в Сохо. В ноябре 2012 года она вернулась на подиум модного показа Victoria’s Secret во второй раз, закрыв показ. В 2018 она снова появилась на шоу после долгого перерыва.

## Кино
В 2016 году Гаррн получила роль Ривы Стенкамп в фильме «Оскар Писториус: убийца, бегущий по лезвию ножа» канала Lifetime. Фильм повествует о том, как известный бегун, Оскар Писториус был осужден за убийство своей возлюбленной, модели, Ривы Стенкамп 14 февраля 2013 года. В том же году Гаррн сыграла в первых двух эпизодах немецкого драматического сериала You Are Wanted. В 2019 году она сыграла роль второго плана в фильме Человек-паук: Вдали от дома.

## Благотворительность
В 2014 году Гаррн стала послом кампании Because I Am a Girl и провела несколько мероприятий по сбору средств в поддержку Plan International. В феврале 2016 года она основала фонд Toni Garrn Foundation, целью которого является сбор средств на проекты, связанные с правами женщин.

## Фильмография
| Год  | Название                                        | Роль           | Примечание      |
| ---- | ----------------------------------------------- | -------------- | --------------- |
| 2011 | Life + Times: Empire State of Mind              | Камео          | короткометражка |
| 2016 | Сдвиг                                           |                | короткометражка |
| 2017 | Под кроватью                                    | Лиза           |                 |
| 2017 | В розыске                                       | Катя           | 2 эпизода       |
| 2017 | Оскар Писториус: убийца, бегущий по лезвию ножа | Рива Стенкамп  |                 |
| 2018 | Мёд в голове                                    |                |                 |
| 2019 | Берлин, я люблю тебя                            | Хизер          |                 |
| 2019 | Человек-паук: Вдали от дома                     | The Seamstress |                 |
| 2020 | Страна грёз                                     | Сара           |                 |

## Личная жизнь
В начале карьеры Гаррн проживала в районе Манхэттен в Нью-Йорке со своей лучшей подругой Эли Стивенс.
Она пропустила неделю моды в феврале 2010 года, чтобы сосредоточиться на выпускных экзаменах.
С 2013 по 2014 год Гаррн состояла в отношениях с актёром Леонардо Ди Каприо.
В Рождество 2019 года она обручилась с актёром Алексом Петтифером. В октябре 2020 года пара поженилась. В июле 2021 года у супругов родилась дочь Лука Малайка. В апреле 2023 года пара объявила о разводе. 